# Tunak Tunak Tun
Tunak Tunak Tun (o semplicemente Tunak) è un singolo del cantante indiano Daler Mehndi, pubblicato nel 1998.
All'epoca, i critici affermarono che la musica di Daler fosse popolare solo perché nei suoi video comparivano belle ragazze che ballavano. In risposta, Daler Mehndi realizzò un video dove compariva solo lui. La canzone ha riscosso molto successo in tutto il mondo, diventando inoltre un popolare internet meme.

## Video musicale
Il videoclip mostra quattro meteore che, schiantandosi sulla Terra, incarnano i quattro elementi, rappresentati dal solo Daler Mehndi. Il testo del brano, che fa riferimento alla completezza tra Sole e Luna e all'amore, viene rappresentata nel video musicale con la fusione delle quattro versioni di Daler. Gli elementi, avvicinandosi, creano luce, ma è solo alla fine del video che riescono ad ascendere e a tornare al piano superiore da cui provengono: nel momento in cui si fondono in un unico essere. Il significato ultimo del brano, apparentemente comico, parrebbe, dunque, un invito all'incontro col vero Sé, per poter incarnare l'Amore e ascendere, tornando ad essere Luce. L'associazione coi Power Rangers che è stata fatta da diversi fan è del tutto infondata.